# Wervicq-Sud

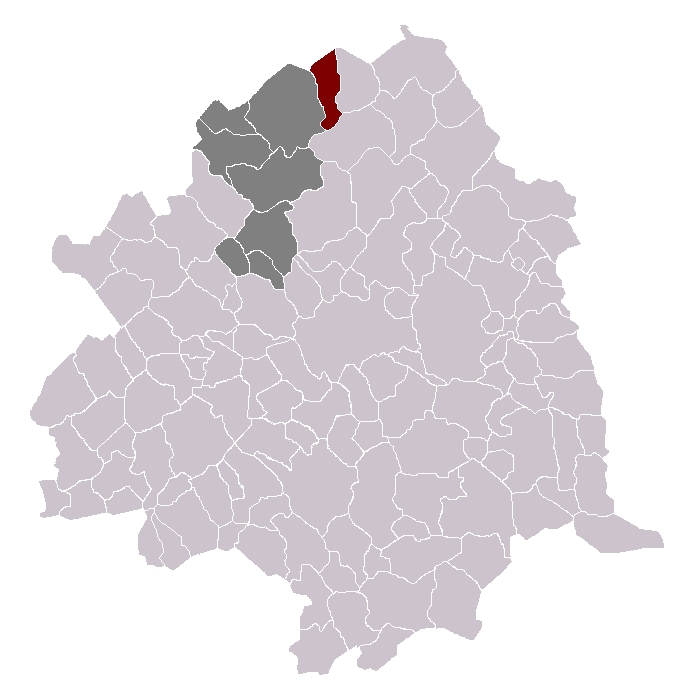
Ubicació de Wervicq-Sud dins del cantó i el districte

Wervicq-Sud és un municipi francès, situat a la regió dels Alts de França, al departament del Nord. L'any 2006 tenia 4.688 habitants. Limita al nord amb Wervik, a l'oest amb Comines, a l'est amb Bousbecque i al sud amb Linselles.

## Demografia
| 1962                                       | 1968 | 1975 | 1982 | 1990 | 1999 | 2006 | 2007 |
| ------------------------------------------ | ---- | ---- | ---- | ---- | ---- | ---- | ---- |
| 2593                                       | 3114 | 3991 | 4163 | 4328 | 4288 | 4683 | 4759 |
| Des de 1962: població sense dobles comptes |      |      |      |      |      |      |      |

## Administració
| Període | Identitat          | Partit |
| ------- | ------------------ | ------ |
| 2001 -  | Jean-Gabriel Jacob | UMP    |